# Anthurium sinuatum
Anthurium sinuatum là một loài thực vật có hoa trong họ Ráy (Araceae). Loài này được Benth. ex Schott miêu tả khoa học đầu tiên năm 1857.